# شهرستان هاریو
شهرستان هاریو (به استونیایی: Harju maakond) یکی از شهرستان‌های کشور استونی است.
این شهرستان در سال ۲۰۱۱ میلادی ۵۲۸٬۴۶۸ نفر جمعیت داشته‌است و مرکز آن شهر تالین است.

## نگارخانه

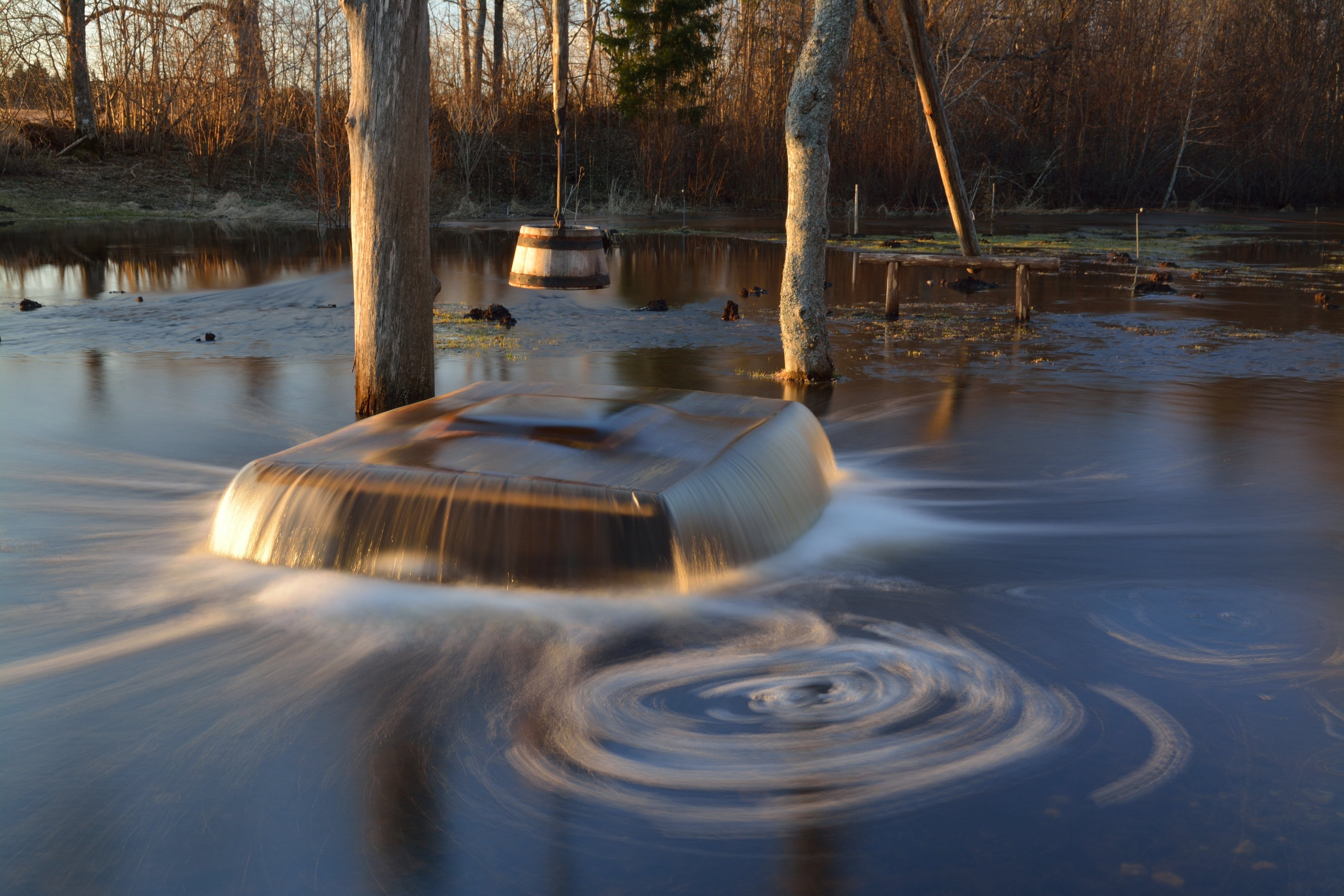
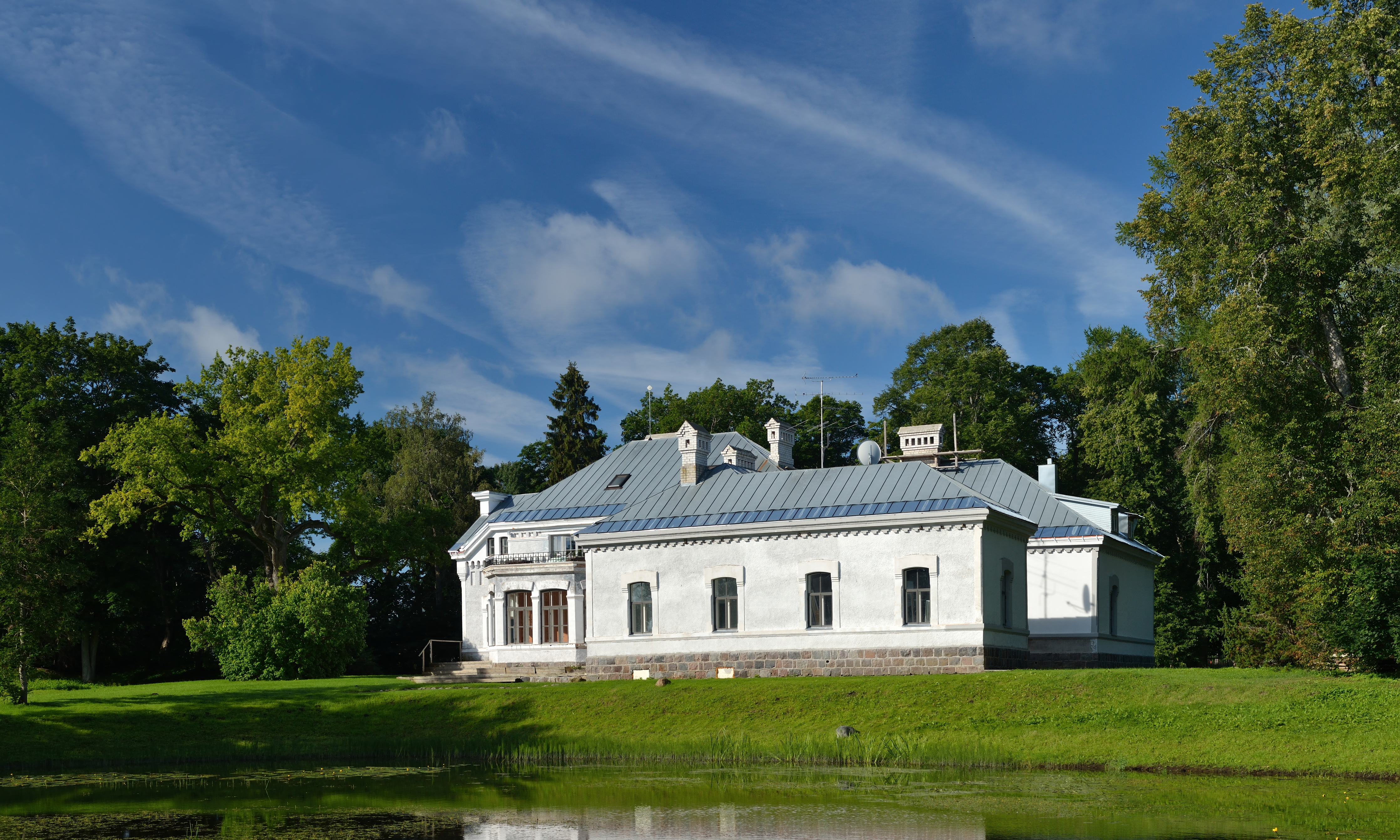
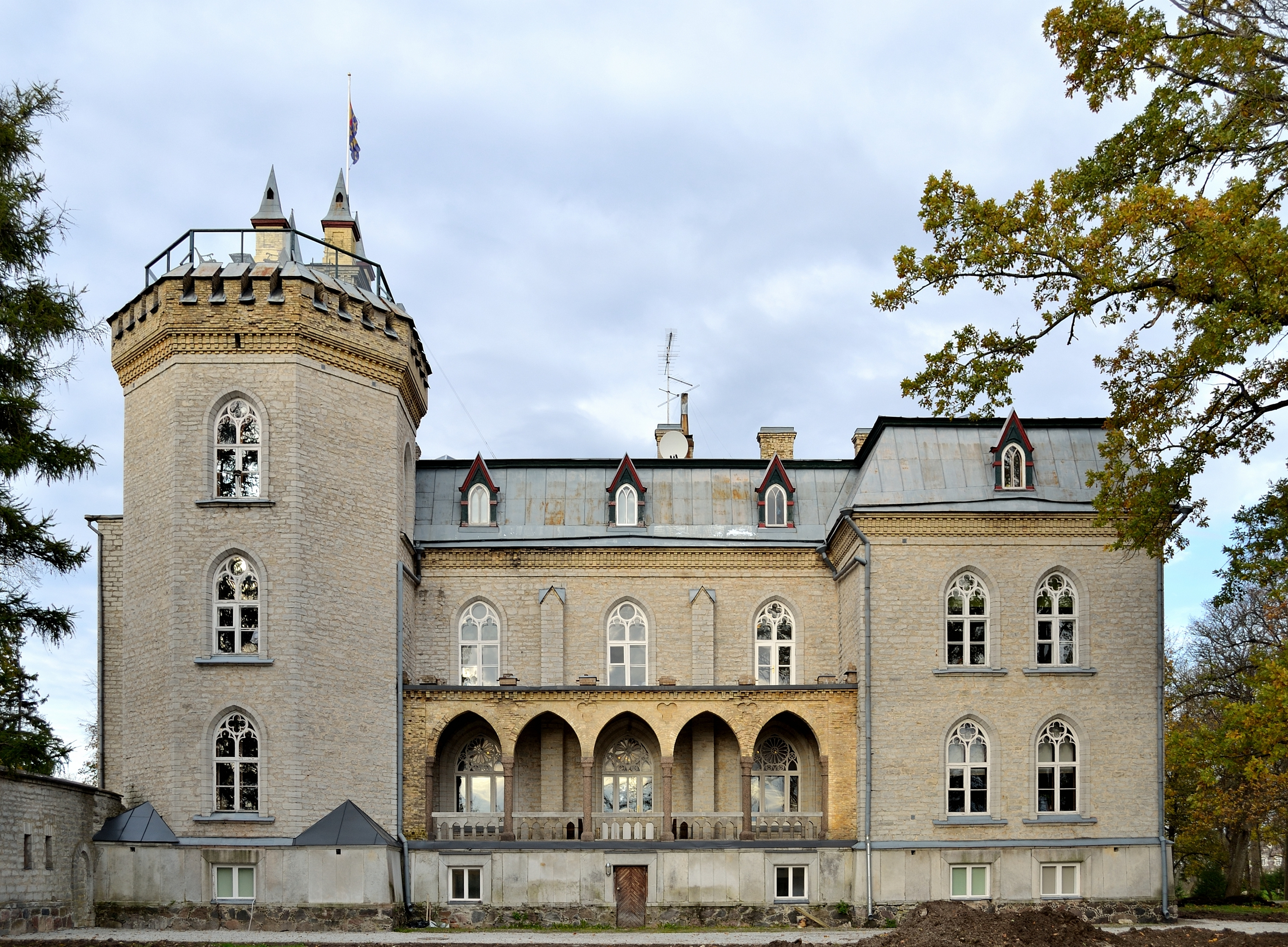
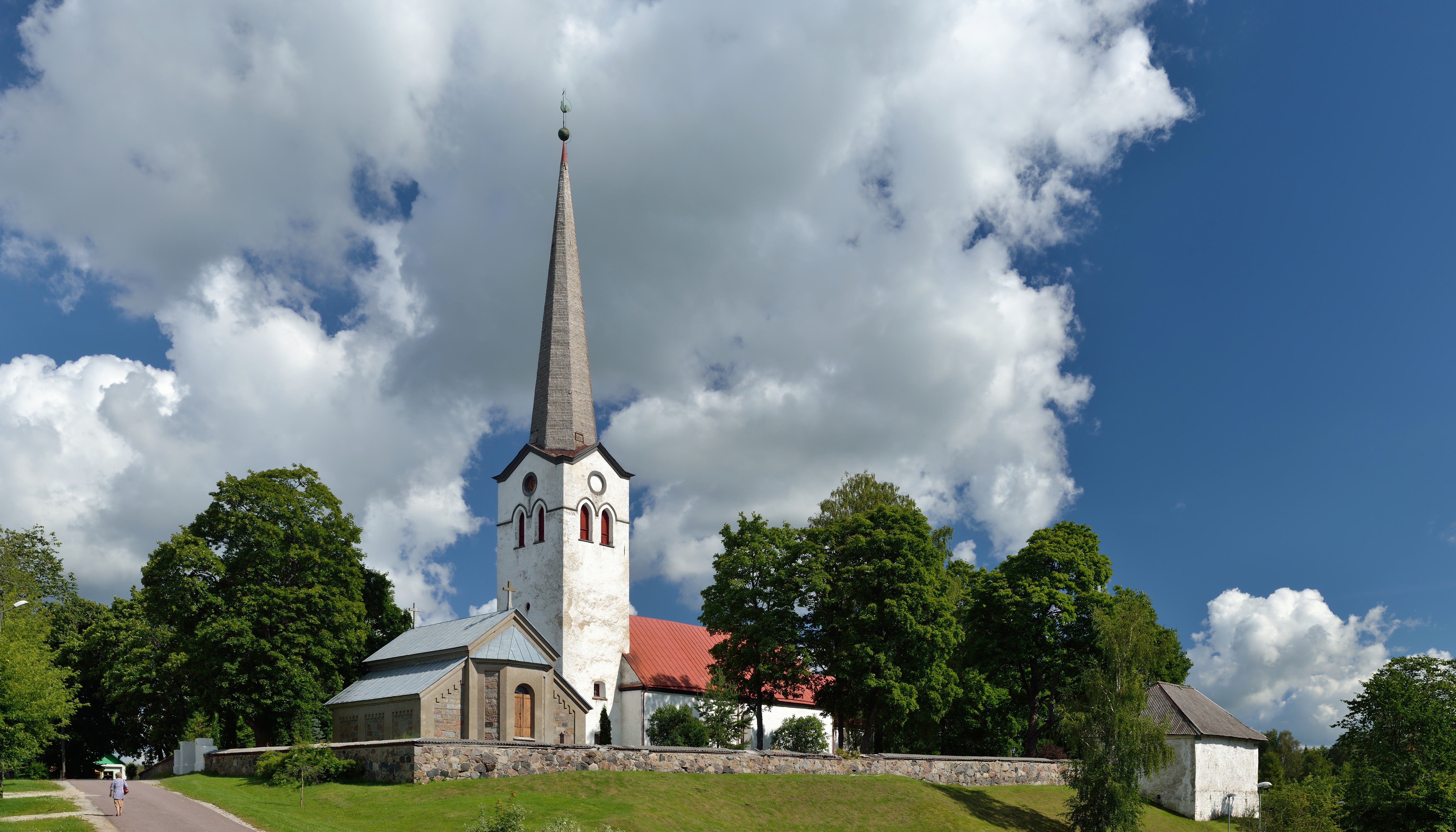
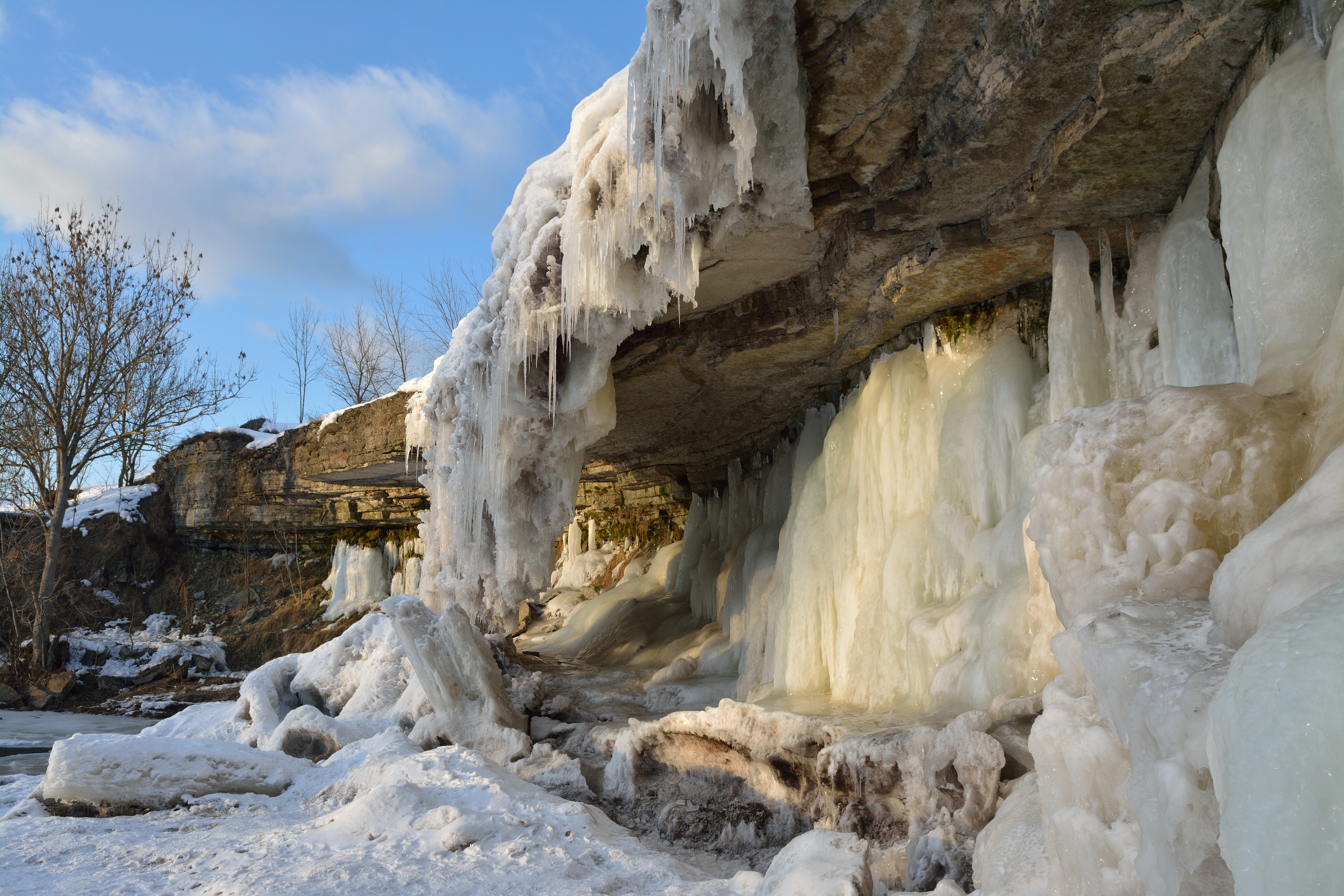
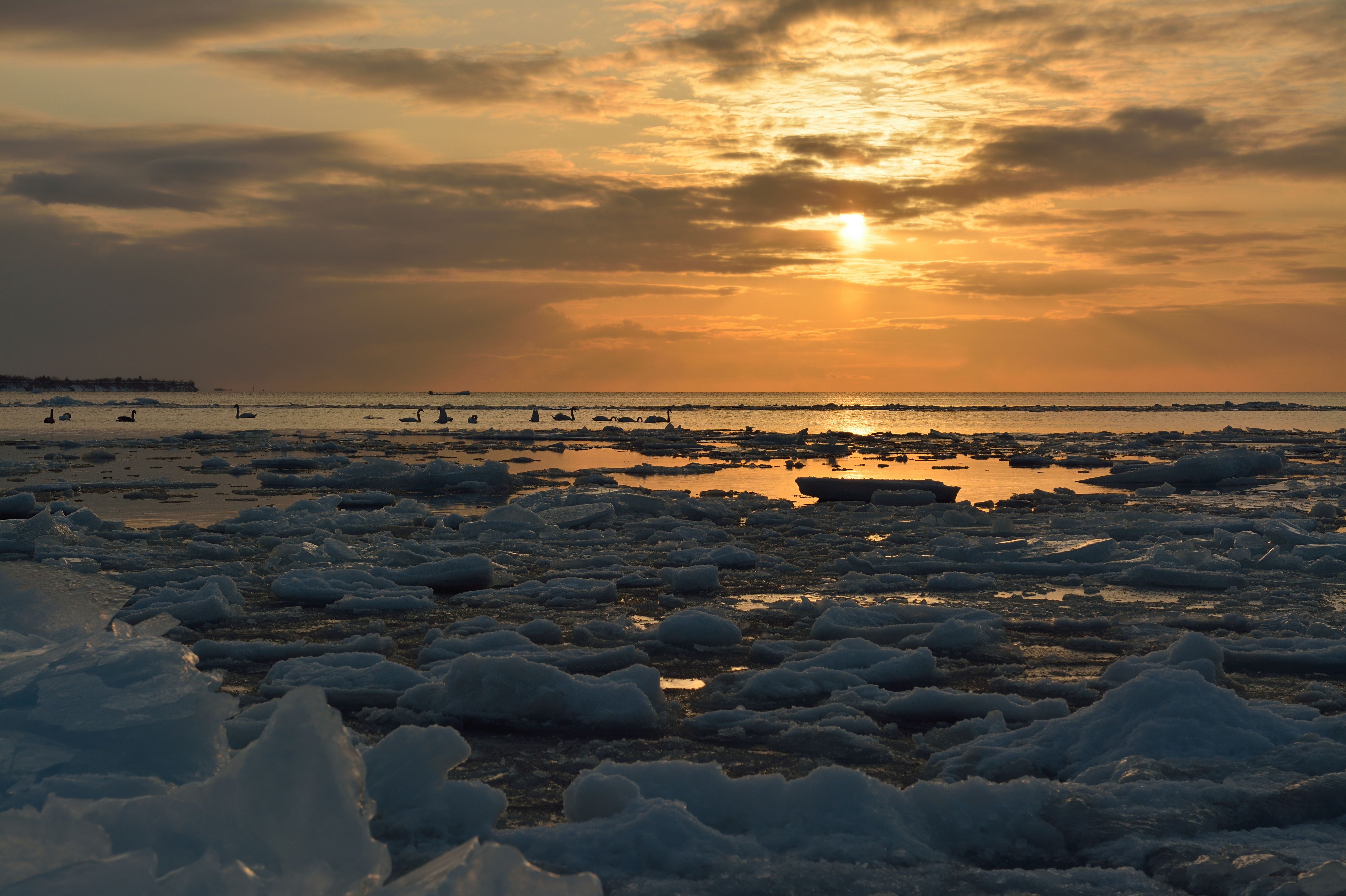
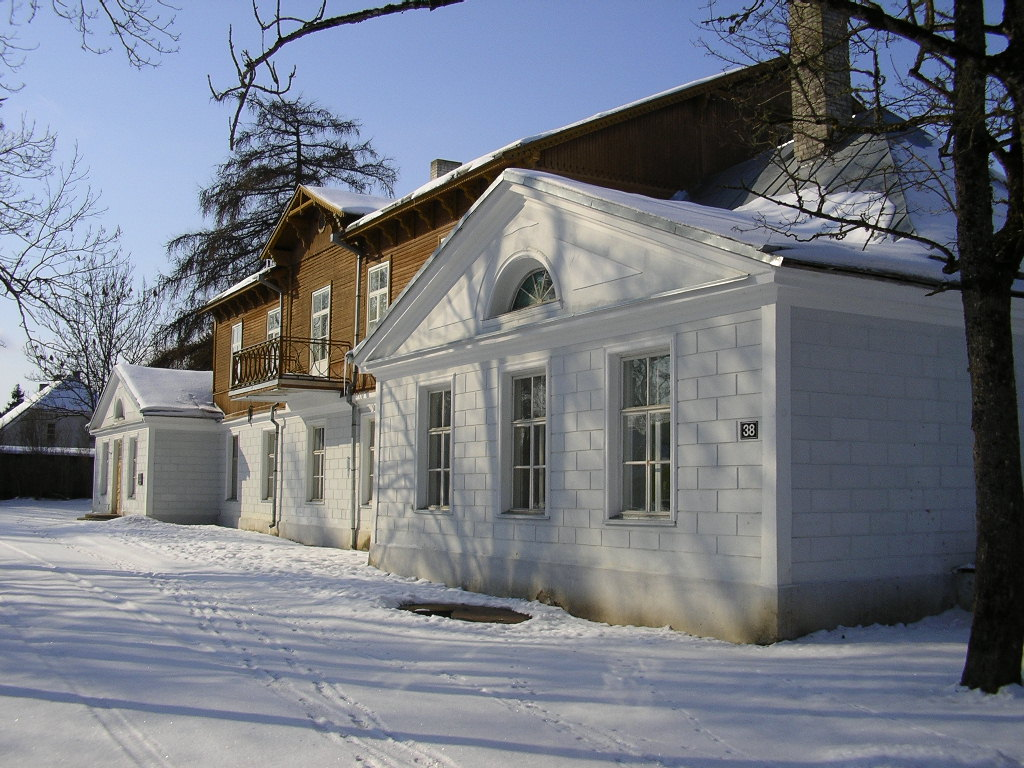

## مناطق مسکونی
| رتبه | مناطق مسکونی | شهرداری      | جمعیت (2011) |
| ---- | ------------ | ------------ | ------------ |
| ۱    | تالین        | تالین        | ۴۱۶٬۱۴۴      |
| ۲    | ماردو        | ماردو        | ۱۷٬۵۲۴       |
| ۳    | کیلا         | کیلا، استونی | ۹٬۷۶۳        |
| ۴    | هابنیمه      | دهستان ویمسی | ۵٬۶۳۴        |
| ۵    | سائو         | سائو         | ۵٬۵۱۴        |
| ۶    | لاگری        | دهستان سائو  | ۵٬۱۶۵        |
| ۷    | ساکو         | دهستان ساکو  | ۴٬۵۴۹        |
| ۸    | پیتری        | دهستان رائه  | ۴٬۴۳۵        |
| ۹    | پالدیسکی     | پالدیسکی     | ۴٬۰۸۵        |
| ۱۰   | یوری         | دهستان رائه  | ۳٬۶۳۹        |

## شهرداری‌ها

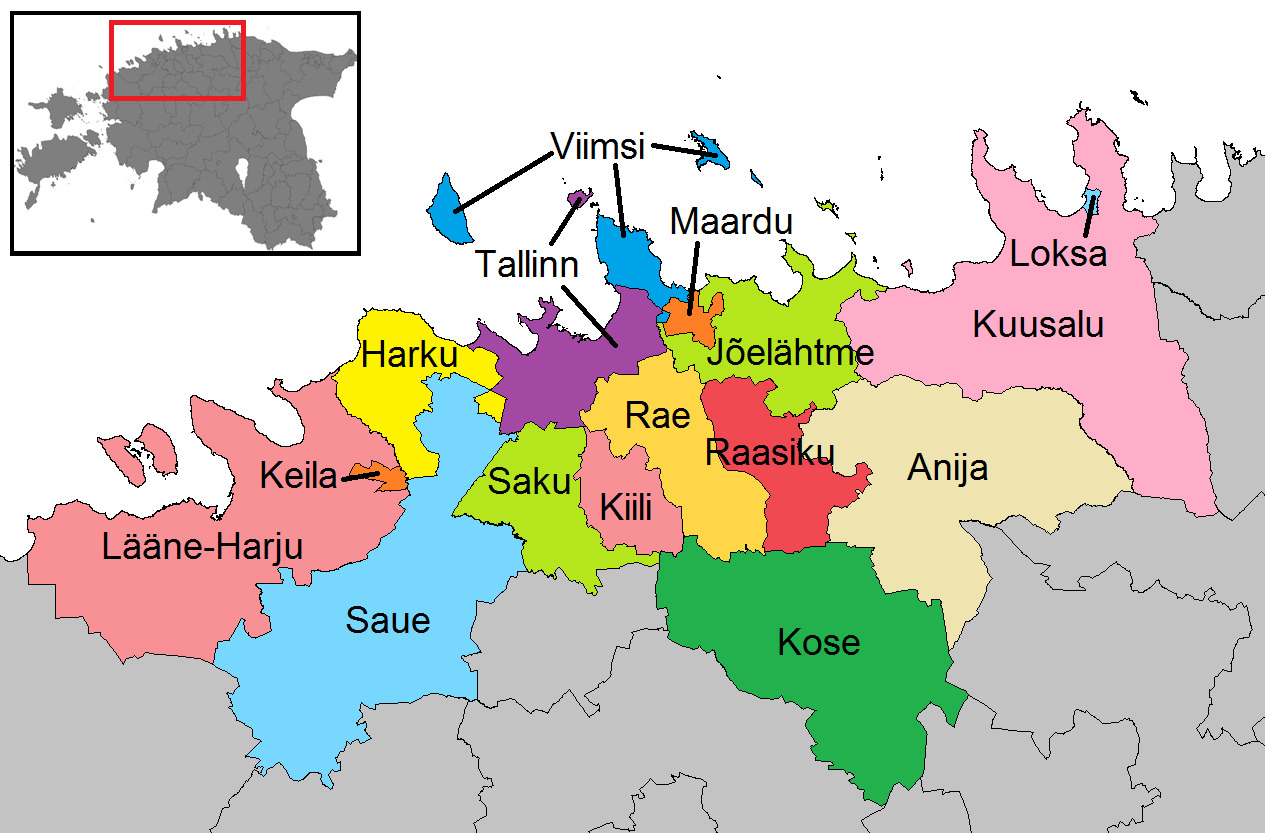
شهرداری‌های شهرستان هاریو

| رتبه | شهرداری          | نوع     | جمعیت (۲۰۱۸) | مساحت km2 | تراکم   |
| ---- | ---------------- | ------- | ------------ | --------- | ------- |
| ۱    | دهستان آنیا      | روستایی | ۶٬۲۸۰        | ۵۳۳       | ۱۱٫۸    |
| ۲    | دهستان هارکو     | روستایی | ۱۴٬۳۵۶       | ۱۵۹       | ۹۰٫۳    |
| ۳    | دهستان یئولاتمه  | روستایی | ۶٬۴۲۴        | ۲۱۱       | ۳۰٫۴    |
| ۴    | کیلا             | شهری    | ۹٬۹۵۶        | ۱۱        | ۹۰۵٫۱   |
| ۵    | دهستان کیلی      | روستایی | ۵٬۳۰۲        | ۱۰۰       | ۵۳٫۰    |
| ۶    | دهستان کوسه      | روستایی | ۷٬۱۹۶        | ۵۳۳       | ۱۳٫۵    |
| ۷    | دهستان کوسالو    | روستایی | ۶٬۵۴۷        | ۷۰۸       | ۹٫۲     |
| ۸    | لوکزا            | شهری    | ۲٬۶۶۳        | ۴         | ۶۶۵٫۸   |
| ۹    | دهستان لنه-هاریو | روستایی | ۱۲٬۸۸۱       | ۶۴۴       | ۲۰٫۰    |
| ۱۰   | ماردو            | شهری    | ۱۵٬۷۲۲       | ۲۳        | ۶۸۳٫۶   |
| ۱۱   | دهستان راسیکو    | روستایی | ۵٬۰۵۰        | ۱۵۹       | ۳۱٫۸    |
| ۱۲   | دهستان رائه      | روستایی | ۱۷٬۹۶۸       | ۲۰۷       | ۸۶٫۸    |
| ۱۳   | دهستان ساکو      | روستایی | ۹٬۸۶۴        | ۱۷۱       | ۵۷٫۷    |
| ۱۴   | دهستان سائو      | روستایی | ۲۱٬۷۱۱       | ۶۱۵       | ۳۵٫۳    |
| ۱۵   | تالین            | شهری    | ۴۴۸٬۷۵۸      | ۱۵۸       | ۲٬۸۴۰٫۲ |
| ۱۶   | دهستان ویمسی     | روستایی | ۱۹٬۷۸۴       | ۷۳        | ۲۷۱٫۰   |